# Chaetozone carpenteri
Chaetozone carpenteri är en ringmaskart som beskrevs av McIntosh 1911. Chaetozone carpenteri ingår i släktet Chaetozone och familjen Cirratulidae. Inga underarter finns listade i Catalogue of Life.